# Lotus Cortina
Lotus Cortina – samochód produkowany przez przedsiębiorstwo Lotus razem z firmą Ford w latach 1960–1970.

## Podstawowe dane techniczne dla modelu Lotus Cortina
| Ford / Lotus        | 1.6L                       | 1.6L Rally                  |                     |
| ------------------- | -------------------------- | --------------------------- | ------------------- |
| Lata produkcji      | 1963–1968                  | 1963–1968                   |                     |
| Cena nowego auta    | 15.000, £                  | –, £                        |                     |
| Silnik              | R4 8v, klasycznie          | R4 8v, klasycznie           | R4 8v, klasycznie   |
| Typ silnika         | Anglia Classic 109E        | Anglia Classic 109E         | Anglia Classic 109E |
| Pojemność           | 1558 cm³                   | 1558 cm³                    | 1558 cm³            |
| Moc                 | 78kW / 105 KM @ 5500 U/min | 135kW / 180 KM @ 7750 U/min |                     |
| Max. moment obr     | 125 Nm @ 4000 U/min        | 220 Nm @ 5500 U/min         |                     |
| 0–100 km/h          | 9,6 sek                    | 6,5 sek                     |                     |
| Prędkość maksymalna | 168 km/h                   | 206 km/h                    |                     |
| 100–0 km/h          | 45,5 m                     | 42,0 m                      |                     |
| Średnie spalanie    | 10,2l / 100 km             | –, / 100 km                 |                     |
| Zbiornik paliwa     | 50 L                       | 55 L                        |                     |
| Masa                | 950 kg                     | 760 kg                      |                     |